# Leptotarsus (Longurio) bertii
Leptotarsus (Longurio) bertii is een tweevleugelige uit de familie langpootmuggen (Tipulidae). De soort komt voor in het Neotropisch gebied.